# 中津川市立神坂中学校
中津川市立神坂中学校（なかつがわしりつ みさかちゅうがっこう）は、岐阜県中津川市にある公立中学校。
校区は神坂、馬籠であり、神坂小学校の児童が進学する。

## 概要
- 旧・長野県西筑摩郡神坂村の中学校であったが、1958年に神坂村が岐阜県中津川市の越県吸収合併されるさい、北部の3集落（峠、馬籠、荒町）が長野県木曽郡山口村に編入されたため、生徒の一部は長野県の山口村立山口中学校に転出することとなった。[注釈 3]。
- 2005年に山口村が中津川市に編入後、山口中学校が廃校。馬籠地区は神坂中学校の校区となったことにより、再び旧・神坂村全域が校区となっている。

## 沿革
- 1947年（昭和22年）4月 - 長野県西筑摩郡神坂村に神坂村立神坂中学校として開校。神坂小学校の校舎の一部を仮校舎とする。
- 1948年（昭和23年）11月 - 校舎を新築。
- 1958年（昭和33年）
  - 10月14日 - 自治庁の裁定により旧馬籠村地区が分村し隣接する山口村に編入合併される。これにより馬籠地区の生徒は山口村立山口中学校へ転出する。
  - 10月15日 - 神坂村が岐阜県中津川市に越県編入合併。これにより中津川市立神坂中学校に改称する。
- 1987年（昭和62年）4月 - 新校舎（鉄筋コンクリート造3階建）が完成。
- 2005年（平成17年）4月 - 廃校となった山口中学校の校区の一部（旧・山口村馬籠地区）が校区となり、1958年10月13日以前の校区に戻る。